# Ruschia extensa
Ruschia extensa är en isörtsväxtart som beskrevs av L. Bol. Ruschia extensa ingår i släktet Ruschia och familjen isörtsväxter. Inga underarter finns listade i Catalogue of Life.